# ورزشگاه ملی بینگو
ورزشگاه ملی بینگو (به لاتین: Bingu National Stadium) یک ورزشگاه در مالاوی است که در لیلونگوه واقع شده‌است.